# La principessa di Clèves (film)
La principessa di Cléves (La Princesse de Cléves) è un film del 1961 diretto da Jean Delannoy.

## Trama
Nonostante non sia stato un matrimonio d'amore la principessa di Clèves ha giurato fedeltà al non più giovane marito. L'incontro a corte con il duca di Nemours suscita subito l'amore nell'uomo e lei è preda di dubbi e tormenti. Conscia delle conseguenze la donna che non ha ancora tradito il marito gli confessa questi turbamenti, il principe già geloso muore ma questo non cambia il comportamento della principessa che continuerà ad essergli fedele.

## Accoglienza
Il film in patria è stato oggetto di critiche feroci soprattutto nella capitale, all'estero e nelle province francesi invece il film ha avuto un notevole successo.
Le riprese si sono svolte per gli interni negli studi cinematofrafici di Billancourt e per gli esterni nel castello di Chambord (Loir-et-Cher) e Montlouis-sur-Loire (Indre-et-Loire).
Jean de Baroncelli su Le Monde, in effetti, inizia la recensione chiedendosi retoricamente se fosse stato urgente, utile o semplicemente auspicabile fare un film su La Princesse de Clèves, ma la termina ricordando, positivamente, la sceneggiatura maliziosa di Jean Cocteau. L'Enciclopedia Laffont dedica una scheda al film dove si legge, tra l'altro, che alla messa in scena grandiosa non corrisponde l'emozione che la passione della Principessa avrebbe dovuto comunicare. Anche in Italia l'Enciclopedia Mondadori si limita a riconoscere al regista grandi risorse tecniche, ma che, in questo come in altri suoi film degli anni Cinquanta e Sessanta, «non sempre riesce tuttavia a dominare la sua materia». Il Dizionario del Cinema Larousse ha un altro sguardo sull'opera rilevando un profumo nostalgico dovuto a Cocteau, Jean Marais e Piéral. Martina Stemberger scrivendo sulle diverse trasposizioni cinematografiche del romanzo omonimo di Madame de La Fayette mette in campo, subito dopo Delannoy, in ordine temporale, il Manoel de Oliveira della Lettera.